# バイスタンダー効果
バイスタンダー効果（バイスタンダーこうか、英語: Bystander Effect）は、「電離放射線（以下において放射線と表記）を直接照射された細胞だけでなく、その周囲の直接照射されていない細胞（バイスタンダー細胞）にも放射線を照射された影響がみられる」という現象である。バイスタンダーとは、「傍観者（bystander）」の意味である。1992年11月にハーバード大学のNagasawaとLittleによって世界で初めて報告された。
放射線による影響は、直接照射された細胞のみに認められると長い間考えられてきたが、1990年代以降、その周囲の照射されていない細胞（バイスタンダー細胞）にも認められるとする報告が相次いだ。具体的には、低線量の放射線を細胞群に照射すると、放射線を直接照射された細胞だけでなく、照射されなかったはずの細胞にまでも、遺伝的不安定性、DNA損傷、染色体異常、細胞分裂・増殖阻害、アポトーシス（細胞の自殺）、突然変異の誘発などの放射線の影響が観察されるようになった。その後、この現象は「バイスタンダー効果」という用語で呼ばれるようになり、そのメカニズムには放射線に直接照射された細胞と照射されていない細胞（バイスタンダー細胞）間のシグナル伝達が重要な役割を果たすことが示唆された。
現在、バイスタンダー効果の成因として、細胞間接着装置であるギャップ結合や、細胞間のシグナル分子である活性酸素（ROS）、サイトカインなどが密接に関与すると考えられている。また、東京理科大学の小島らによって、エネルギー供与体であるアデノシン三リン酸（ATP）と細胞膜上に発現するATP受容体（P2受容体）を介したシグナル伝達の関与も報告されている。